# Dora Lush
Dora Mary Lush (Hawthorn, Melbourne, 31 de julio de 1910–Melbourne, 20 de mayo de 1943) fue una bacterióloga australiana. Falleció después de que accidentalmente se pinchara un dedo con una aguja que contenía tifus mientras intentaba desarrollar una vacuna para la enfermedad.

## Biografía
Nació en Hawthorn, Victoria, hija de John Fullarton Lush, un empleado, y su mujer Dora Emma Louisa, de soltera Puttmann. Tenía dos hermanos, quienes sirvieron como agentes en el Segundo AIF y RAAF durante la Segunda Guerra Mundial. Se educó en el Fintona Girls' School y en la Universidad de Melbourne, obteniendo un B.Sc. En 1932 es M.Sc. En 1934. era una activa deportista, siendo seleccionada en la Universidad de Melbourne en el equipo de baloncesto femenino.

## Investigaciones
Trabajó en el Instituto Nacional de Investigaciones Médicas, Londres, a principios de 1939 y luego regresó a Australia. Su trabajo en el virus de la gripe fue aceptado en 1940. Trabajó con Frank Macfarlane Burnet en el Walter and Eliza Hall Institute de Búsqueda Médica en Melbourne en la fiebre Tsutsugamushi o tifus del matorral con una vacuna en 1942, cuando ese tipo de tifus era un riesgo de salud serio para los soldados australianos comprometidos en la guerra en la jungla en la Campaña de Nueva Guinea durante la Segunda Guerra Mundial.

## Fallecimiento
El 27 de abril de 1943, accidentalmente se pinchó el dedo con una aguja que contenía tifus del matorral mientras inoculaba un ratón. No había tratamiento eficaz en ese tiempo para esa enfermedad a menudo fatal. Falleció cuatro semanas más tarde, el 20 de mayo de 1943. Antes de fallecer insistía en que se le tomaran muestras de sangre para posteriores estudios. Desafortunadamente, los investigadores fueron finalmente incapaces de desarrollar una vacuna satisfactoria.
Fue incinerada en el Springvale Crematorium el 22 de mayo de 1943. Una placa conmemorativa se colocó fuera del laboratorio donde trabajó en el Walter and Eliza Hall Institute.

## Legado
La National Health and Medical Research Council, un organismo australiano para fomentar la investigación médica, ofrece becas de posgrado nombradas en honor Lush.